# 청계정
청계정(淸溪亭)은 전라남도 장성군 진원면 산동리에 있는 정자 건축물이다. 1984년 2월 29일 전라남도의 문화재자료 제97호로 지정되었다.

## 개요
청계정은 조선 명종 1년(1546)에 박원순이 지은 정자로, 오랜 세월이 흘러 낡은 것을 13대손인 박정현이 고쳐 지었다.
박원순은 김인후의 제자로 성리학을 공부하고 진사시에 합격하였으나 벼슬길에는 나아가지 않고 이곳에 정자를 짓고 제자들을 가르치며 지냈다.
정자 안에는 은행나무를 심고 연못을 파서 구곡수를 끌어 들이는 등 그윽한 분위기를 만들어 냈다. 박원순이 죽자 은행나무와 샘물이 모두 말랐다가 삼년 후에 다시 살아났다는 전설도 있다.
건물은 앞면 2칸·옆면 2칸 규모이며, 지붕은 옆면에서 볼 때 여덟 팔(八)자 모양인 팔작지붕으로 꾸몄다. 앞면 2칸 중 왼쪽을 방으로 만들고 나머지는 마루를 깔았는데, 마루 주위로 돌린 난간의 호롱병 장식이 아름답다. 뒷면과 오른쪽 면에 문이 있었던 흔적이 남아 있으며 교창의 창살 구멍이 이채롭다.

## 참고 문헌
- 청계정 - 국가유산청 국가유산포털